# سیویرین
سیویرین (انگلیسی: Severin) شرکت الکترونیک آلمانی است، که در سال ۱۸۹۲ تأسیس شد.